# Exotische optie
Een exotische optie is in de financiële wereld een complexe optie met afwijkende contractspecificaties.

## Variabelen
Alle variabelen die bij normale optiecontracten (de zogenoemde vanilla opties) gestandaardiseerd zijn, kunnen worden aangepast bij exotische opties. Bijvoorbeeld:
- Tijdstip van uitoefening. Er kan bijvoorbeeld afgesproken worden dat een optie alleen gedurende bepaalde periodes uitoefenbaar is.
- Onderliggende waarde. In plaats van één onderliggende waarde (zoals een aandeel of een index) kan de optie betrekking hebben op een samengesteld mandje aandelen.
- Knock-out. Een optie kan komen te vervallen indien een afgesproken prijsniveau aangetikt wordt, het zogenoemde knock-out-niveau.
- Knock-in. Een optie kan pas uitgeoefend worden indien een vooraf afgesproken prijsniveau aangetikt is.
- Andere valuta's. Een optie op een aandeel kan worden afgewikkeld in een andere valuta dan waarin het aandeel noteert met complexe voorwaarden.

## Handel
Exotische opties worden niet op de normale beurs verhandeld, maar alleen in de over-the-counter-markt (OTC). Alleen de grote zakenbanken geven prijzen af in exotische opties. De afwijkende contractspecificaties brengen voor de banken moeilijkheden met zich mee om de risico's te af te dekken. 
De beleggers in de exotische opties zijn onder te verdelen in twee categorieën. De structured products voor particulieren zoals clickfondsen en garantienota's maken meestal gebruik van exotische opties. Daarnaast kunnen ondernemingen hun risico's op het gebied van valuta's en grondstoffen op een nauwkeurige manier afdekken.

## Exotische optie styles
Bij normale vanilla opties zijn er twee soorten met betrekking tot het uitoefenen. Dit onderscheid heeft overigens niets te maken met de plek waar ze verhandeld worden; alle normale aandelenopties in Europa zijn American style.
- European style - kunnen slechts op één tijdstip worden uitgeoefend, namelijk aan het einde van de looptijd.
- American style - kunnen tijdens de hele looptijd uitgeoefend worden.

De exotische opties kennen een aantal variaties op de bovenstaande twee soorten.
- Bermudan style - kunnen alleen tijdens bepaalde intervallen gedurende de looptijd uitgeoefend worden. De naam is met een knipoog afgeleid van de Bermuda Eilanden, die tussen Europa en Amerika in liggen.
- Canarian style - kunnen alleen tijdens bepaalde intervallen gedurende de looptijd uitgeoefend worden, maar deze intervallen beginnen pas na een periode van bijvoorbeeld een jaar. De naam is wederom met een knipoog afgeleid van de Canarische Eilanden omdat deze ook tussen Amerika en Europa in liggen, alleen meer aan de Europese kant.

## Soorten exotische opties
Alles is mogelijk met exotische opties omdat ze op maat gemaakt worden. In de praktijk zijn de meeste exotische opties echter een combinatie van een beperkt aantal soorten.
- Digitale optie
- Lookbackoptie
- Barrieroptie
- Chooseroptie
- Quanto-optie
- Bermudaoptie
- Aziatische optie
- Himalayaoptie